# Scorpaena cookii
Scorpaena cookii és una espècie de peix pertanyent a la família dels escorpènids.

## Descripció
- Fa 26 cm de llargària màxima.[4][5]

## Hàbitat
És un peix marí, demersal i de clima temperat que viu fins als 50 m de fondària.

## Distribució geogràfica
Es troba al Pacífic sud-occidental.

## Costums
És bentònic.

## Observacions
És inofensiu per als humans.